# Opel Kadett
För andra betydelser, se Kadett (olika betydelser).
Opel Kadett är en personbil, tillverkad i flera olika generationer och utföranden av den tyska biltillverkaren Opel.
Opel Kadett var under flera decennier Opels bästsäljare. Efter generationsskiftet 1993 byttes namnet till Astra, som redan användes för Vauxhall på samma modell.

## Kadett (1936–40)
Opel Olympia hade introducerats 1935 som den första tyska bilen med självbärande kaross. Ett år senare tillkom den mindre syskonmodellen Kadett byggd efter samma princip. Den presenterades i december 1936 av Opels tekniska rådgivare Heinrich Nordhoff. Kadett blev en stor framgång för Opel, modellen hade 1938 en marknadsandel på 59 procent i sin klass. 
Efter andra världskriget togs hela produktionslinan som krigsskadestånd till Sovjetunionen, där bilen fortsatte produceras under namnet Moskvitj 400 åren 1946-1956.

## Kadett A (1962–65)
Kadett A var en liten konventionell tvådörrars bil, med 1000 cc fyrcylindrig motor på 40 hk (senare 48 hk) och bakhjulsdrift. Framfjädringen sköttes av tvärställda bladfjädrar, medan bakaxeln hölls av längsgående bladfjädrar. En kombiversion tillkom, och senare även en kupémodell. Karossdesignen präglades av det fyrkantiga formspråk som kännetecknade Opel i början och mitten av 1960-talet. 
Versioner:
| Modell | Årsmodell | Motor              | Cylindervolym | Effekt | Bränslesystem   |
| ------ | --------- | ------------------ | ------------- | ------ | --------------- |
| 1000   | 1962-65   | 4-cyl radmotor ohv | 993 cm³       | 40 hk  | Enkel förgasare |
| 1000 S | 1962-65   | 4-cyl radmotor ohv | 993 cm³       | 48 hk  | Enkel förgasare |

## Kadett B (1965–73)
Kadett B kom 1966 och hade då växt i alla ledder, men byggde i huvudsak på samma teknik som föregångaren. Alla Kadett B hade transversalfjäder fram, -66 och -67 hade bladfjädrar bak, -68 till -73B var utrustad med spiralfjädrar, förutom Caravan som fick behålla bladfjädrarna. En udda version kallades Olympia, och var en lite lyxigare version än Kadett, men förutom utsmyckning och motorer, var den identisk med Kadett. Större motorer kom också, standard var nu 1100, men även 1500, 1700 och senare kom 1900 cc i den populära Rally-Kadett (Coupé), och Kadett Sport (Sedan). Den stora motorn på 90 DIN hk, gav Rally-Kadett och Kadett Sport goda prestanda, och de användes flitigt i motortävlingar, med stora framgångar. Sporrade av detta, byggde Opel en ännu starkare Rally-Kadett, med 1900 cc motorn trimmad till 106 DIN hk. Denna version fick tillnamnet "Sprint", i likhet med den större Rekord när denna var försedd med den trimmade motorn. Som kuriosa kan nämnas att då Kadett B inte var avsedd för den stora 1500/1700/1900-motorn från början, medförde detta att motorn inte gick att lyfta ut uppåt, utan framvagnen fick demonteras och motorn fick sänkas ner under bilen!
Versioner:
| Modell | Årsmodell | Motor              | Cylindervolym | Effekt | Bränslesystem    |
| ------ | --------- | ------------------ | ------------- | ------ | ---------------- |
| 11     | 1966-73   | 4-cyl radmotor ohv | 1078 cm³      | 45 hk  | Enkel förgasare  |
| 11 S   | 1966-71   | 4-cyl radmotor ohv | 1078 cm³      | 55 hk  | Enkel förgasare  |
| 11 SR  | 1967-71   | 4-cyl radmotor ohv | 1078 cm³      | 60 hk  | Dubbla förgasare |
| 15 S   | 1968-70   | 4-cyl radmotor CIH | 1492 cm³      | 65 hk  | Enkel förgasare  |
| 17 S   | 1968-70   | 4-cyl radmotor CIH | 1698 cm³      | 75 hk  | Enkel förgasare  |
| Rallye | 1968-73   | 4-cyl radmotor CIH | 1897 cm³      | 90 hk  | Enkel förgasare  |
| Sprint | 1970-73   | 4-cyl radmotor CIH | 1897 cm³      | 106 hk | Dubbla förgasare |
| 12 S   | 1972-73   | 4-cyl radmotor CIH | 1196 cm³      | 60 hk  | Enkel förgasare  |

## Kadett C (1973-79)
Kadett C kom 1973, med en helt igenom ny kaross, typisk för Opel, med släta stora ytor på en kaross som gav ett slankt och lätt intryck. Standardmotorn var nu 1200 cc. Motorer på 1000, 1600 (ej Sverige) och 1900 cc förekom också. Dock var bilen fortfarande konventionellt byggd med bakhjulsdrift. Den 105/110 hk starka 2,0 GT/E som var lackerad i två färger, först svart/gul (GT/E 1,9E 105 hk) och senare vit/gul (Rallye 2,0E 105/110 hk), var en framgångsrik tävlingsbil. Bilen fanns som två- och fyradörrars sedan, som kombi (Caravan) som kombicoupé (City) och som coupé.
Versioner:
| Modell | Årsmodell | Motor              | Cylindervolym | Effekt | Bränslesystem      |
| ------ | --------- | ------------------ | ------------- | ------ | ------------------ |
| 1.0    | 1974-79   | 4-cyl radmotor ohv | 993 cm³       | 40 hk  | Enkel förgasare    |
| 1.2    | 1973-79   | 4-cyl radmotor ohv | 1196 cm³      | 52 hk  | Enkel förgasare    |
| 1.2 S  | 1973-79   | 4-cyl radmotor ohv | 1196 cm³      | 60 hk  | Enkel förgasare    |
| 1.6 S  | 1973-79   | 4-cyl radmotor CIH | 1584 cm³      | 75 hk  | Enkel förgasare    |
| GT/E   | 1976-77   | 4-cyl radmotor CIH | 1897 cm³      | 105 hk | Bränsleinsprutning |
| Rallye | 1978-79   | 4-cyl radmotor CIH | 1997 cm³      | 110 hk | Bränsleinsprutning |

## Kadett D (1979-84)
Kadett D kom 1979, var en helt ny bil med framhjulsdrift och kantig kaross med halvkombiutseende, med två eller fyra dörrar. De första hade en liten baklucka, men senare blev alla Kadett D halvkombi, utom Caravan som var en full kombi. Bilen var rymligare än sina föregångare, och den första Opel med framhjulsdrift. Standardmotorn på 1200 cc var fortfarande den gamla stötstångsmotorn, som ursprungligen kom i den första Kadett A, men senare kom en ny motor med överliggande kamaxel, med volym 1300 cc. Även dieselmotor kom för första gången i Kadett. Dieseln erbjöds också i Sverige från och med september 1982 efter Volkswagen Golf Diesels framgångar. Starkast var GTE på 1,8 liter och 115 hk.
Den nya arkitektur som användes i Kadett D var även grunden för den mindre Opel Corsa och den nya Ascona-modell som var på gång. Även andra märken inom GM-koncernen använde samma konstruktion med framhjulsdrift, tvärställd motor och en ny motorfamilj med överliggande kamaxel.
Versioner:
| Modell | Årsmodell | Motor               | Cylindervolym | Effekt | Bränslesystem      |
| ------ | --------- | ------------------- | ------------- | ------ | ------------------ |
| 1.2    | 1980-82   | 4-cyl radmotor ohv  | 1196 cm³      | 52 hk  | Enkel förgasare    |
| 1.2 S  | 1980-84   | 4-cyl radmotor ohv  | 1196 cm³      | 60 hk  | Enkel förgasare    |
| 1.3    | 1980-84   | 4-cyl radmotor SOHC | 1297 cm³      | 60 hk  | Enkel förgasare    |
| 1.3 S  | 1980-84   | 4-cyl radmotor SOHC | 1297 cm³      | 75 hk  | Enkel förgasare    |
| 1.6 S  | 1980-84   | 4-cyl radmotor SOHC | 1598 cm³      | 90 hk  | Enkel förgasare    |
| GT/E   | 1984      | 4-cyl radmotor SOHC | 1796 cm³      | 115 hk | Bränsleinsprutning |
| 1.6 D  | 1982-84   | 4-cyl radmotor SOHC | 1598 cm³      | 54 hk  | Dieselmotor        |

## Kadett E (1984-93)
Kadett E kom 1984 var mekaniskt lik föregångaren, men karossen var helt ny med god strömlinjeform, med ett Cw-värde på endast 0,30 för GSi. En sedan modell tillkom 1985, annars var tre- och femdörrars halvkombi de vanligaste, tillsammans med kombi modellen Caravan. I Sverige var 1,3, 1,4 och 1,6-litersmotorerna vanligast men även 1,8 och flera 2,0 litersmotorer fanns att tillgå. Från och med 1987 gick både 1,3 och 1,6-litersmotorn även att få med insprutning och katalysator, vilket gav sänkt effekt - delvis på grund av att ett förenklat insprutningssystem, med bara en spridare till alla cylindrar, användes. Förgasarversionerna av 1,3, 1,6 och 1,8-litersmotorerna slutade säljas i Sverige vid årsskiftet 1988–1989. Detta berodde på att dessa saknade katalysator vilket det blev lag på att alla bilar som tillverkas för den svenska marknaden f o m 1 januari 1989 måste ha. Sportmodellen hette GSi, och hade -85, -86 en 1,8-liters insprutningsmotor med 8 ventiler, -87 tillkom en 2,0-liters och -88 även en 2,0-liters med 16 ventiler, som lämnade 150 hk vilket gav lätta Kadett GSi ”djävulska” prestanda enligt alla samtida åsikter. GSi hade även digital instrumentering, och annan speciell utrustning för modellen. Även sedanmodellen fanns i en sportversion, kallad GT vilken hade en 2,0-liters insprutningsmotor med 8 ventiler. En cabrioletversion fanns nu även att köpa. Denna tillverkades ett år efter att Opel Astra tog över under 1992. 
För postutdelning användes en specialmodell av Caravan som hade förhöjt tak och skjutdörr på höger sida samt högerstyrning.  
Efter att Opel Kadett lagts ner har modellen licenstillverkats av Daewoo under namn som Daewoo Nexia, Daewoo LeMans och Daewoo Cielo. Fyradörrars sedanversionen av Daewoo Nexia tillverkas 2010 fortfarande av UzDaewooAuto i Uzbekistan där den genomgick en modernisering 2008.

## Bilder

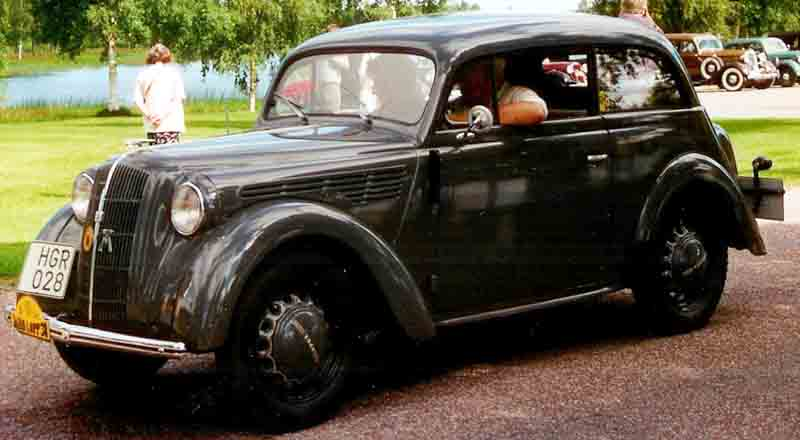
Kadett '36
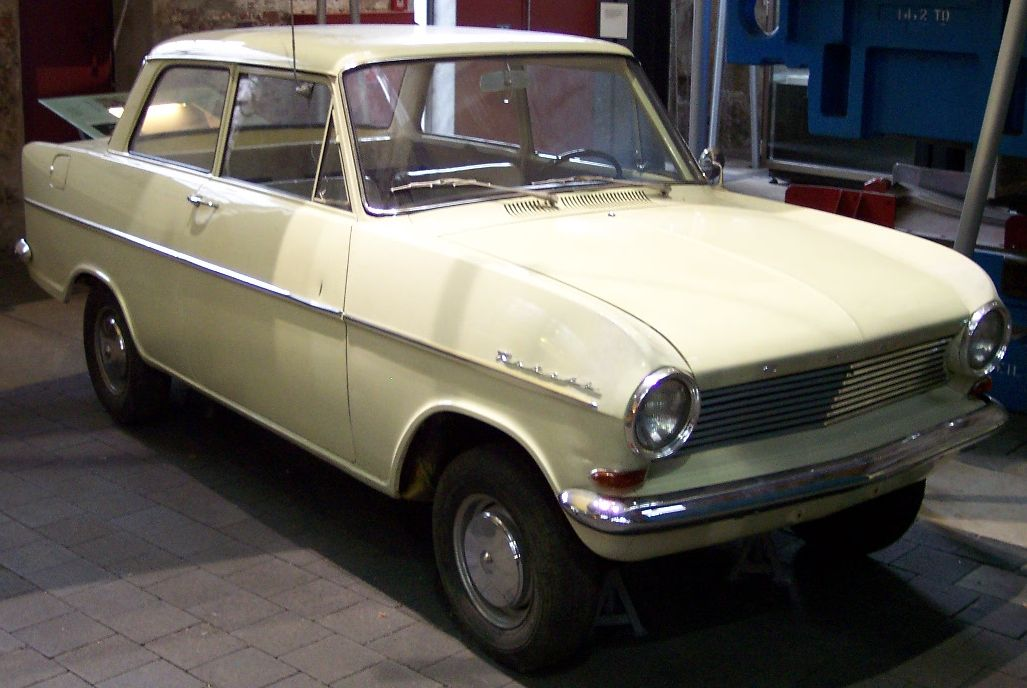
Kadett A
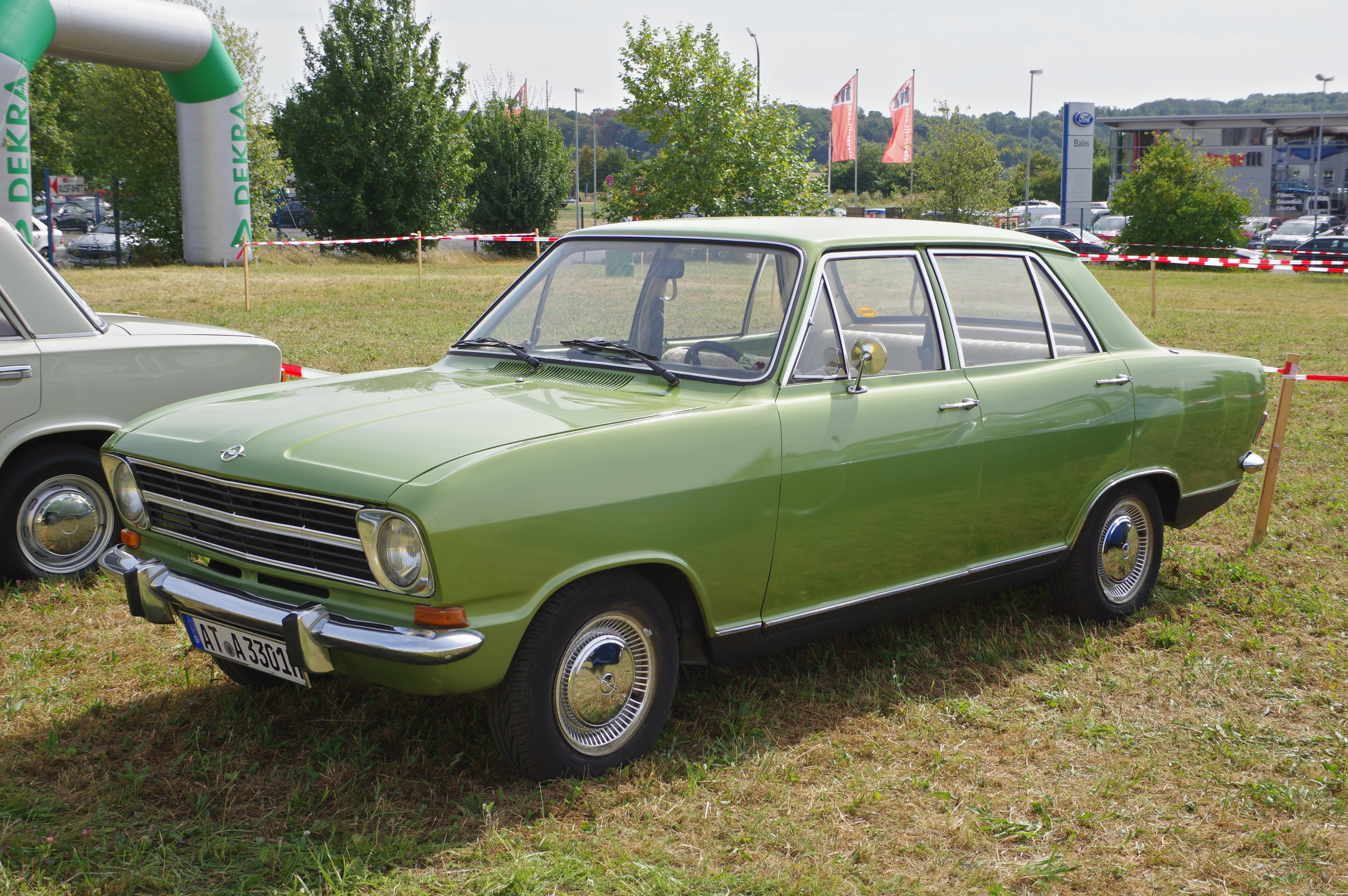
Kadett B
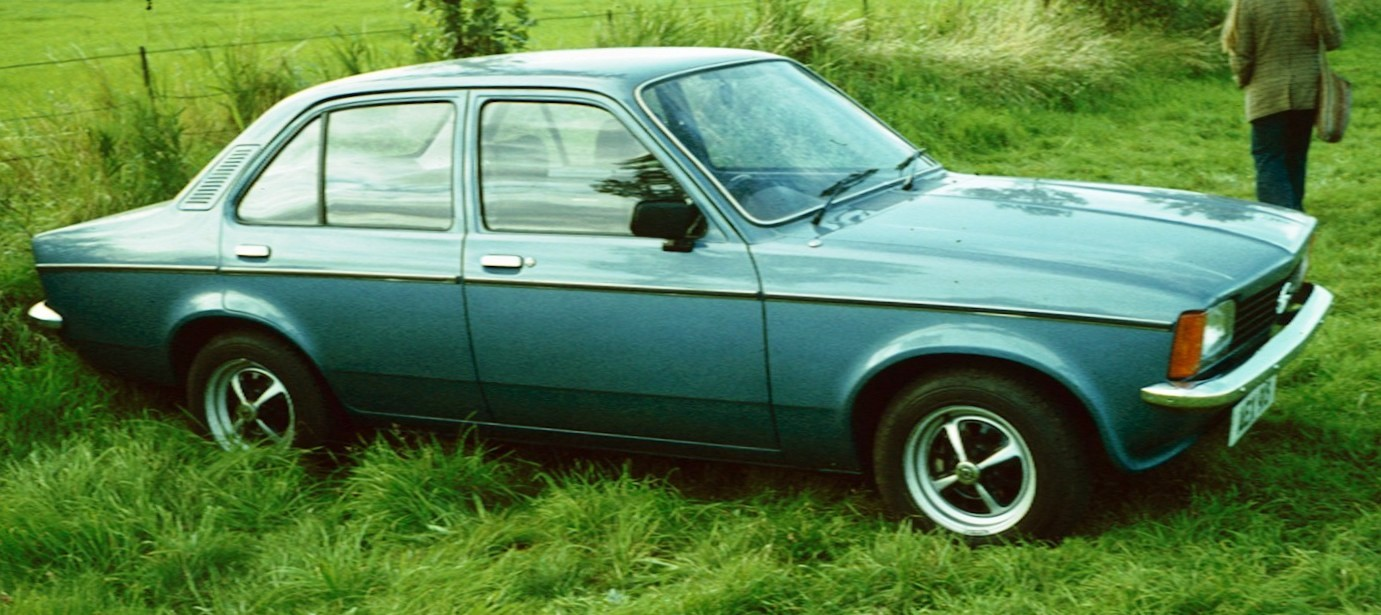
Kadett C
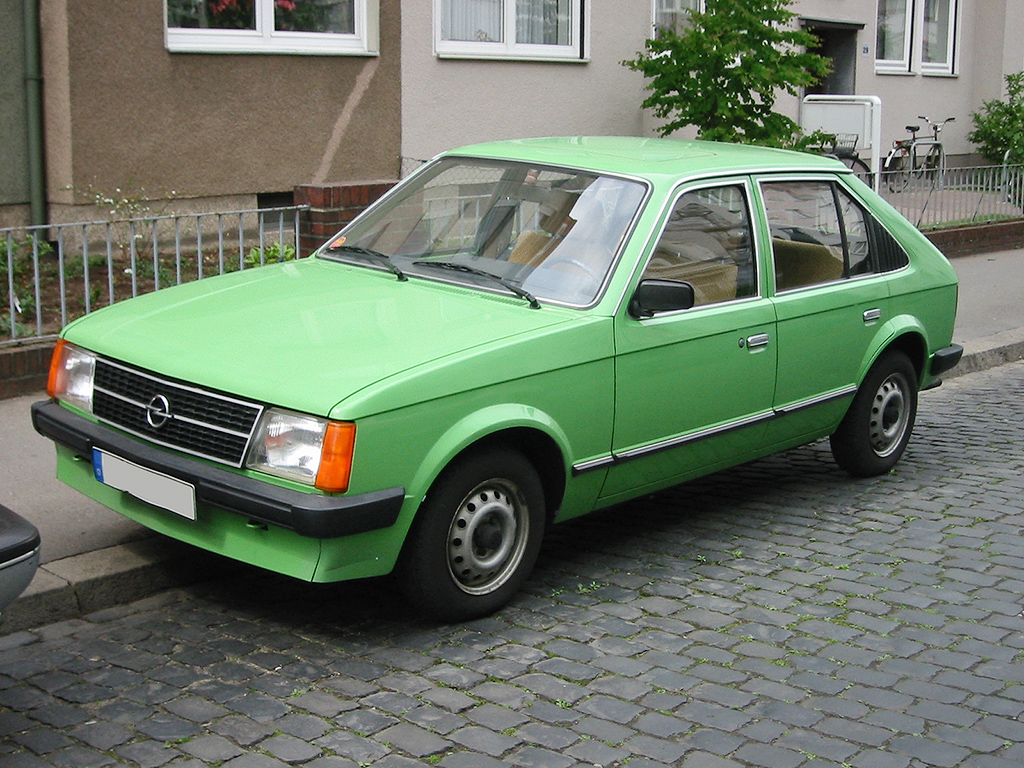
Kadett D
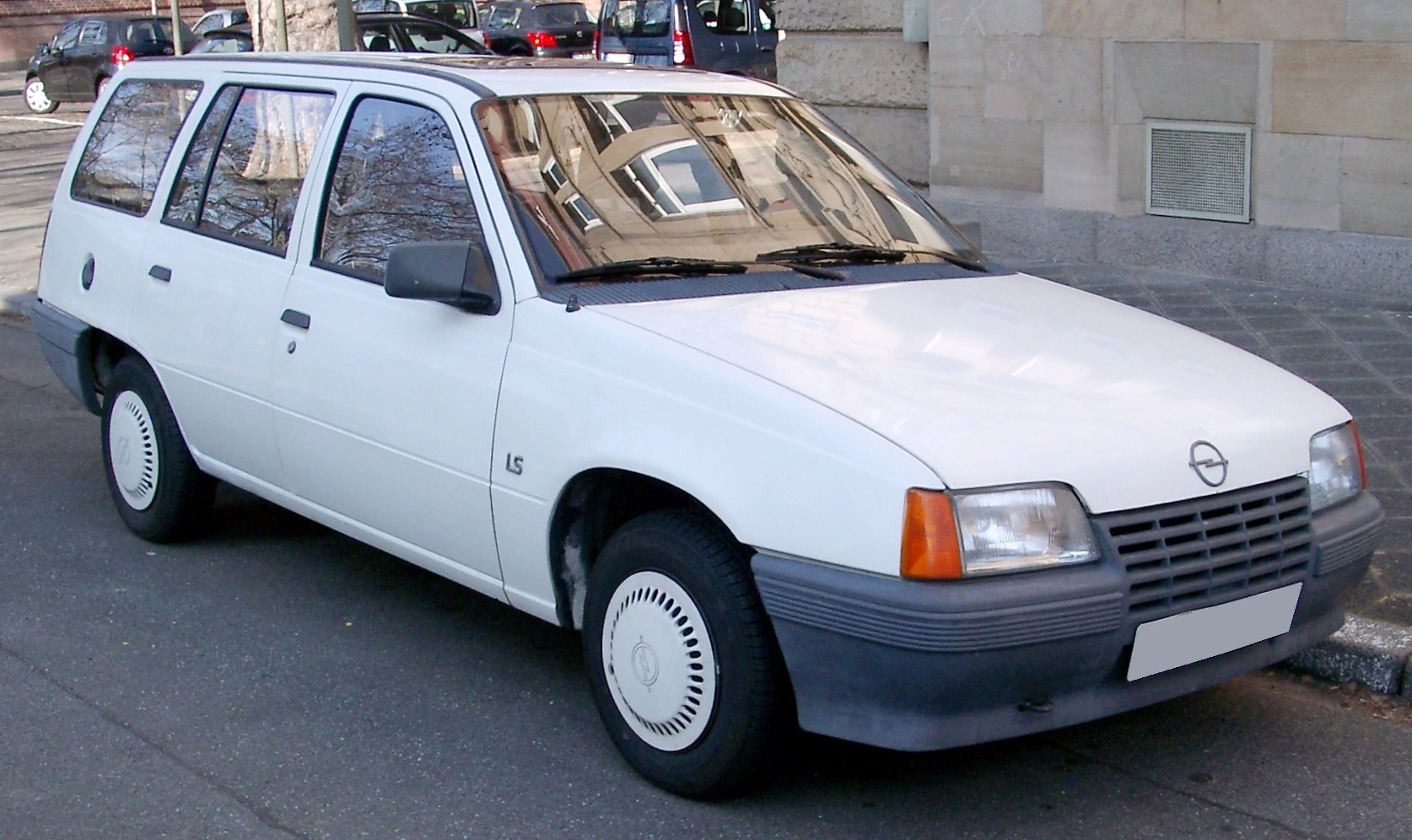
Kadett E

### Versioner
| Modell  | Årsmodell | Motor                   | Cylindervolym | Effekt | Bränslesystem      | Anmärkning  |
| ------- | --------- | ----------------------- | ------------- | ------ | ------------------ | ----------- |
| 1.2 S   | 1985-90   | 4-cyl radmotor ohv      | 1196 cm³      | 55 hk  | Enkel förgasare    |             |
| 1.3     | 1985-89   | 4-cyl radmotor SOHC     | 1297 cm³      | 60 hk  | Enkel förgasare    |             |
| 1.3 S   | 1985-89   | 4-cyl radmotor SOHC     | 1297 cm³      | 75 hk  | Enkel förgasare    |             |
| 1.6 S   | 1985-86   | 4-cyl radmotor SOHC     | 1598 cm³      | 90 hk  | Enkel förgasare    |             |
| 1.6 D   | 1985-88   | 4-cyl radmotor SOHC     | 1598 cm³      | 54 hk  | Dieselmotor        |             |
| GSi     | 1985-90   | 4-cyl radmotor SOHC     | 1796 cm³      | 115 hk | Bränsleinsprutning |             |
| 1.3 i   | 1987-89   | 4-cyl radmotor SOHC     | 1297 cm³      | 60 hk  | Bränsleinsprutning | Katalysator |
| 1.6 i   | 1987-93   | 4-cyl radmotor SOHC     | 1598 cm³      | 75 hk  | Bränsleinsprutning | Katalysator |
| 1.6 S   | 1987-93   | 4-cyl radmotor SOHC     | 1598 cm³      | 82 hk  | Enkel förgasare    |             |
| 1.8 S   | 1987-92   | 4-cyl radmotor SOHC     | 1796 cm³      | 90 hk  | Enkel förgasare    |             |
| GSi     | 1987-93   | 4-cyl radmotor SOHC     | 1998 cm³      | 115 hk | Bränsleinsprutning | Katalysator |
| GSi     | 1987-92   | 4-cyl radmotor SOHC     | 1998 cm³      | 130 hk | Bränsleinsprutning |             |
| 1.5 TD  | 1989-92   | 4-cyl radmotor SOHC     | 1488 cm³      | 72 hk  | Turbodiesel        |             |
| 1.7 D   | 1989-92   | 4-cyl radmotor SOHC     | 1699 cm³      | 57 hk  | Dieselmotor        |             |
| 1.7 TD  | 1989-92   | 4-cyl radmotor SOHC     | 1686 cm³      | 82 hk  | Turbodiesel        |             |
| GSi 16V | 1988-92   | 4-cyl radmotor DOHC 16v | 1998 cm³      | 150 hk | Bränsleinsprutning | Katalysator |
| 1.4 i   | 1990-92   | 4-cyl radmotor SOHC     | 1396 cm³      | 60 hk  | Bränsleinsprutning | Katalysator |
| 1.4 S   | 1990-92   | 4-cyl radmotor SOHC     | 1396 cm³      | 75 hk  | Enkel förgasare    |             |
| 1.8 i   | 1990-92   | 4-cyl radmotor SOHC     | 1796 cm³      | 90 hk  | Bränsleinsprutning | Katalysator |
| 2.0 i   | 1988-92   | 4-cyl radmotor SOHC     | 1998 cm³      | 115 hk | Bränsleinsprutning | Katalysator |